# Ayutthaya (Stadt)

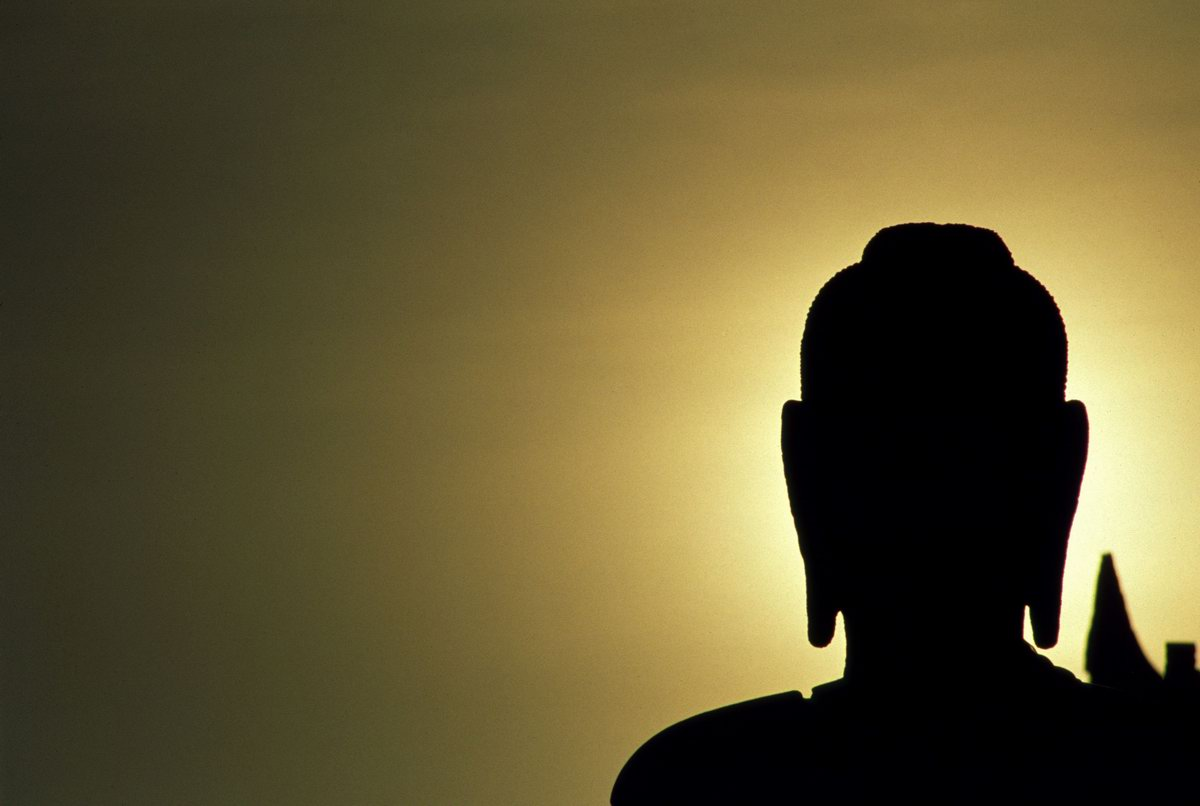
Sonnenuntergang im Ayutthaya historical Park

Die Stadt Ayutthaya (offizieller Name Phra Nakhon Si Ayutthaya, Thai: พระนครศรีอยุธยา, IPA: [pʰráʔ na.kʰɔ̄ːn sǐː ʔa.jút.tʰa.jāː]) ist die Hauptstadt der thailändischen Provinz Ayutthaya in der Zentralregion von Thailand. Sie liegt im Landkreis (Amphoe) Phra Nakhon Si Ayutthaya. Ayutthaya hat den Verwaltungsstatus einer „Großstadt“ (Thesaban Nakhon) und hatte im Jahre 2012 53.290 Einwohner.
Ayutthaya, ihr Name verweist auf die nordindische Stadt Ayodhya, war von 1351 bis 1767 Hauptstadt des siamesischen Königreichs Ayutthaya und im 18. Jahrhundert die wichtigste Metropole des südostasiatischen Festlands. Die Ruinen der 1767 nach einem Siamesisch-Birmanischen Krieg zerstörten und aufgegebenen Altstadt sind heute als Geschichtspark Ayutthaya geschützt, gehören zum UNESCO-Welterbe und sind die wichtigste Sehenswürdigkeit der Stadt.

## Geographie
Ayutthaya liegt auf einer Insel am Zusammenfluss dreier Flüsse: Mae Nam Chao Phraya, Mae Nam Pa Sak und Mae Nam Lop Buri, etwa 70 Kilometer nördlich der Hauptstadt Bangkok. Im 14. Jahrhundert befand sich die Stadt noch in der Nähe der Küste des Golfs von Thailand, als Ergebnis der jahrhundertelangen Sedimentbildung liegt sie heute ca. 100 Kilometer entfernt von der Küste.

## Geschichte

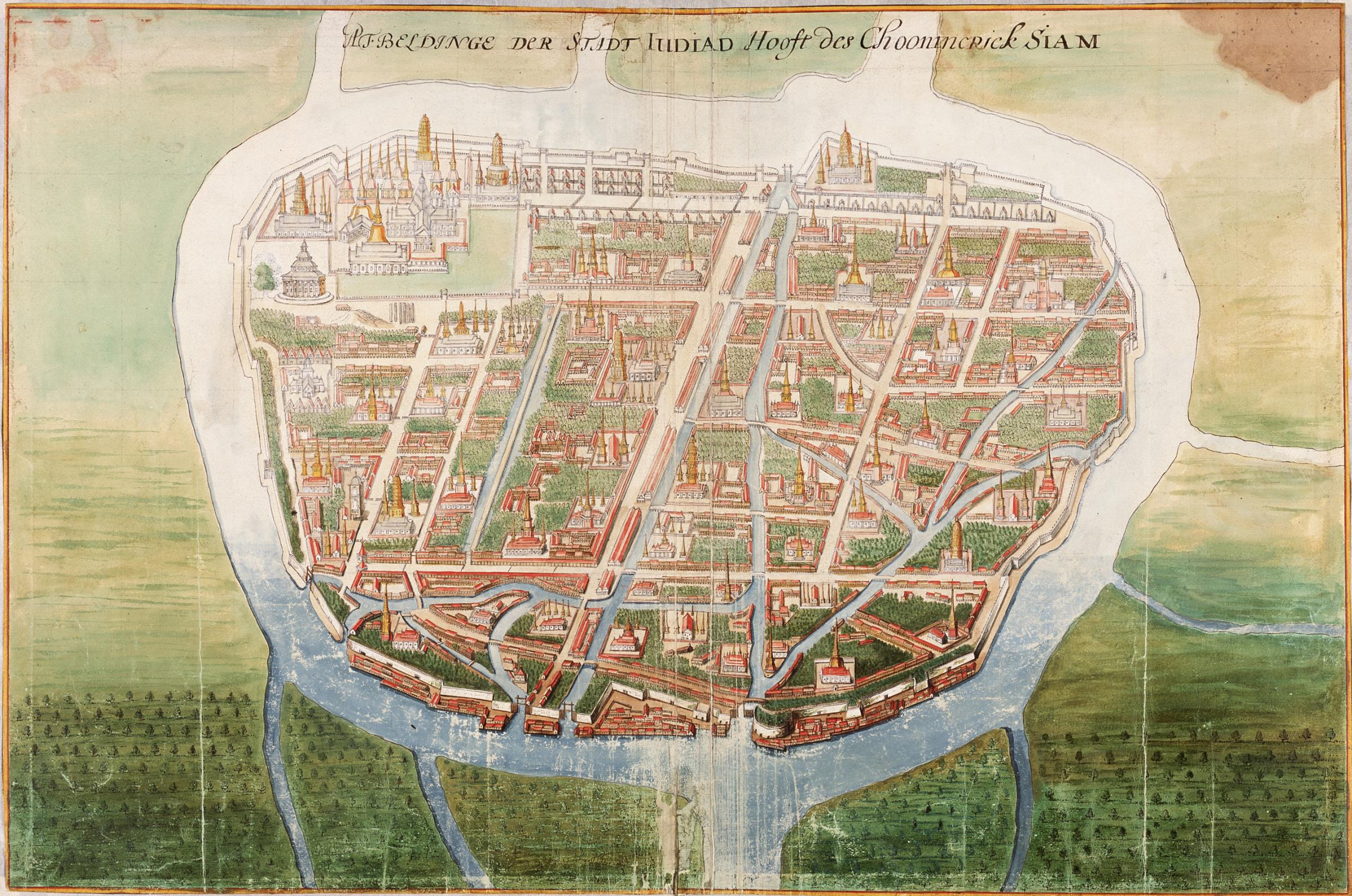
Darstellung der Stadt Ayutthaya um 1665, von Kartenzeichner Johannes Vingboons

Nach einer frühen Gründung durch die Khmer erweiterte der Fürst U Thong die Stadt und machte sie im Jahr 1351 zur Hauptstadt seines Königreiches, nachdem er auf der Flucht vor einer Windpockenepidemie aus Lop Buri hierher geflohen war. Bereits Anfang des 15. Jahrhunderts war Ayutthaya eine ernst zu nehmende Macht. Darauf folgte eine mehr als 400-jährige Periode der Herrscher von Ayutthaya. Insgesamt 35 Könige beherrschten mehr oder weniger große Gebiete Siams und erweiterten die Hauptstadt stetig.

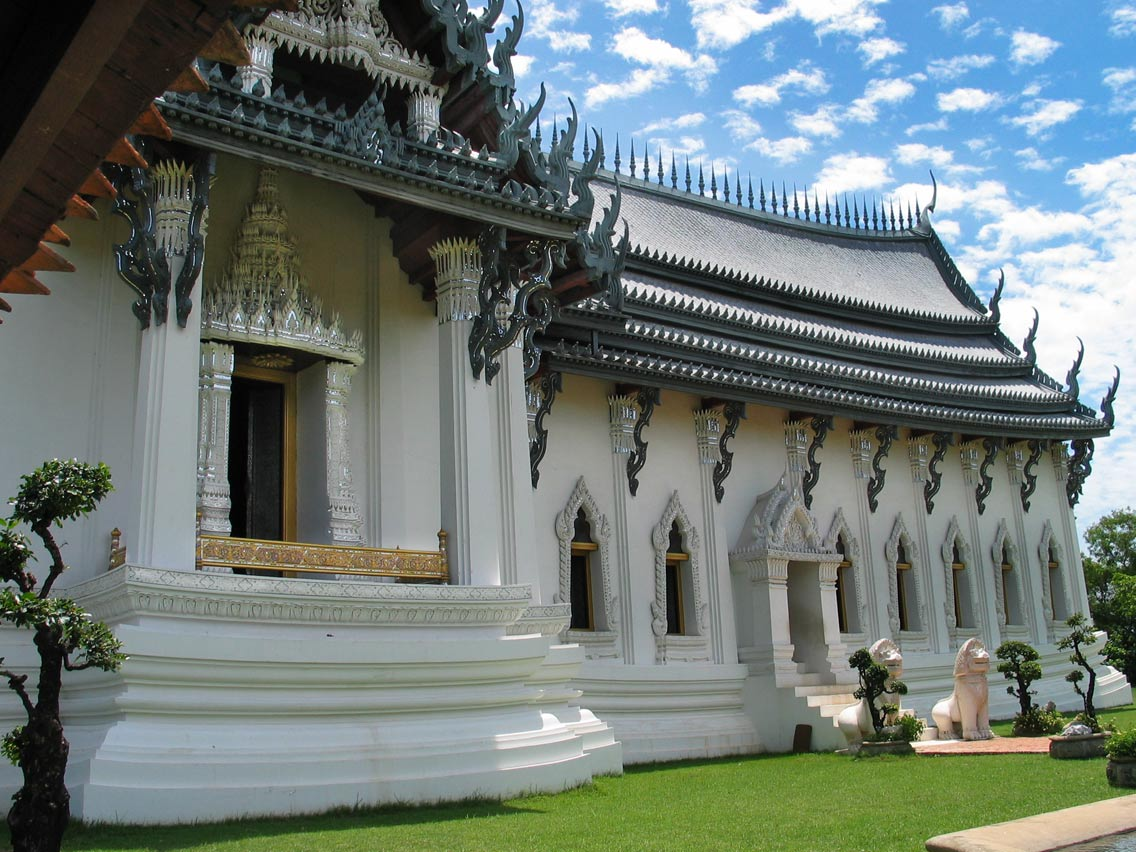
Sanphet Prasat (königlicher Palast), Modell in Ancient City, Bangkok

Seit dem 16. Jahrhundert kamen auch europäische Kaufleute in die Stadt und berichten voller Begeisterung vom Glanz und der Pracht der Architektur. In ihrer Blütezeit war Ayutthaya eine Weltstadt mit den drei Königspalästen, 375 Tempelanlagen und 94 Stadttoren, die von 29 Verteidigungsforts geschützt wurde. Franzosen, Portugiesen, Briten, Holländer und Japaner wohnten in ihren Stadtbezirken, abgesondert von den etwa 1 Million Siamesen der Hauptstadt. Die Europäer besaßen eigene Kirchen, von denen die Kathedrale St. Joseph aus dem 18. Jahrhundert noch erhalten ist.
Der Reichtum gründete auf den reichen Ernten der fruchtbaren Zentralebene sowie auf Steuern und Abgaben, die auf Handel und Transport erhoben wurden. Handelsbeziehungen bestanden mit China, Java, Malaysia, Indien, Ceylon, Persien, Japan, Portugal, Frankreich, Holland und England. Die enorme Entwicklung in der Architektur, Malerei und Literatur verdeutlicht den Wohlstand. Gold war ein vielbenutztes Metall, als Blattgold verwendet bei Buchbindern, Gemälden und ganzen Gebäuden (viele Chedis zum Beispiel waren goldüberzogen).
Zunächst von Erdwällen und Palisaden geschützt, wurde sie um 1550 mit einer Ziegelmauer befestigt. Mehrere Belagerungen durch die Birmanen konnte sie im Laufe der Geschichte überstehen, ehe sie am 7. April 1767 erobert, geplündert und fast vollständig zerstört wurde. Ayutthaya erholte sich von dieser Katastrophe nicht mehr, 15 Jahre später gründete König Rama I. (Phra Phutthayotfa Chulalok) circa 80 Kilometer flussabwärts die neue Hauptstadt Bangkok (bzw. dessen historisches Zentrum Rattanakosin), wobei er die Struktur und wichtige Gebäude der alten Hauptstadt kopierte (unter anderem mit dem Großen Palast) und dabei sogar Steine aus dem alten Ayutthaya verwendete, um die Kontinuität der Macht und des Ruhms der früheren Metropole fortzuführen.

## Sehenswürdigkeiten

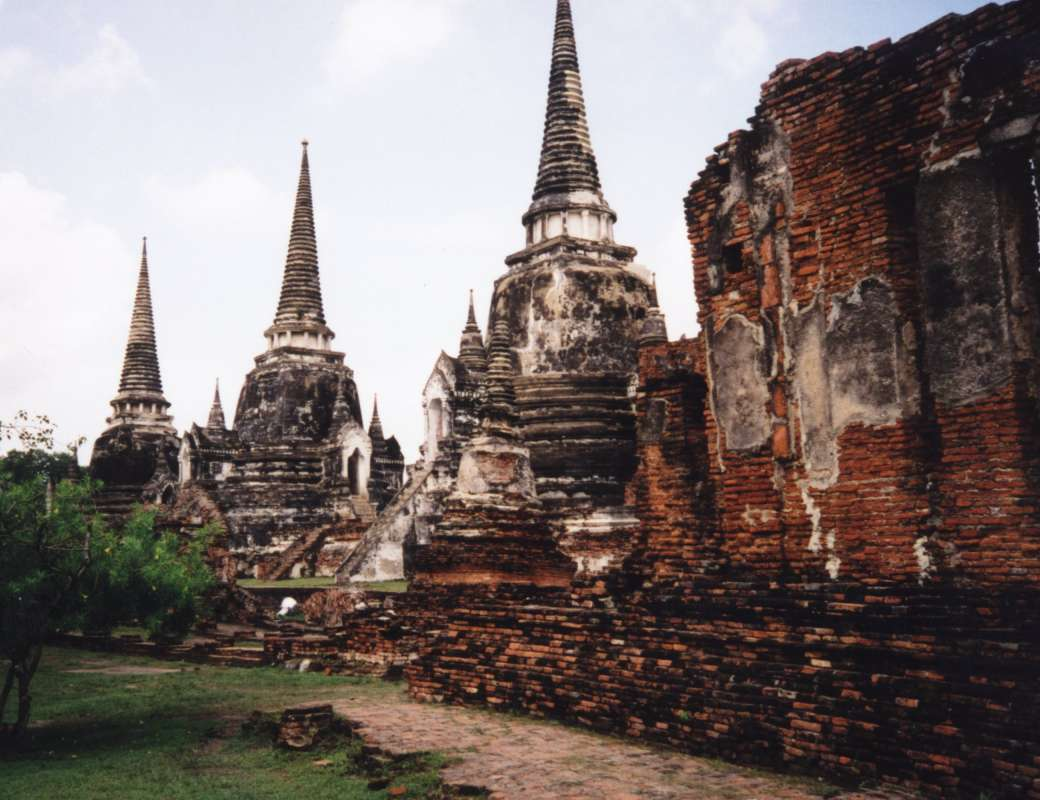
Wat Phra Si Sanphet

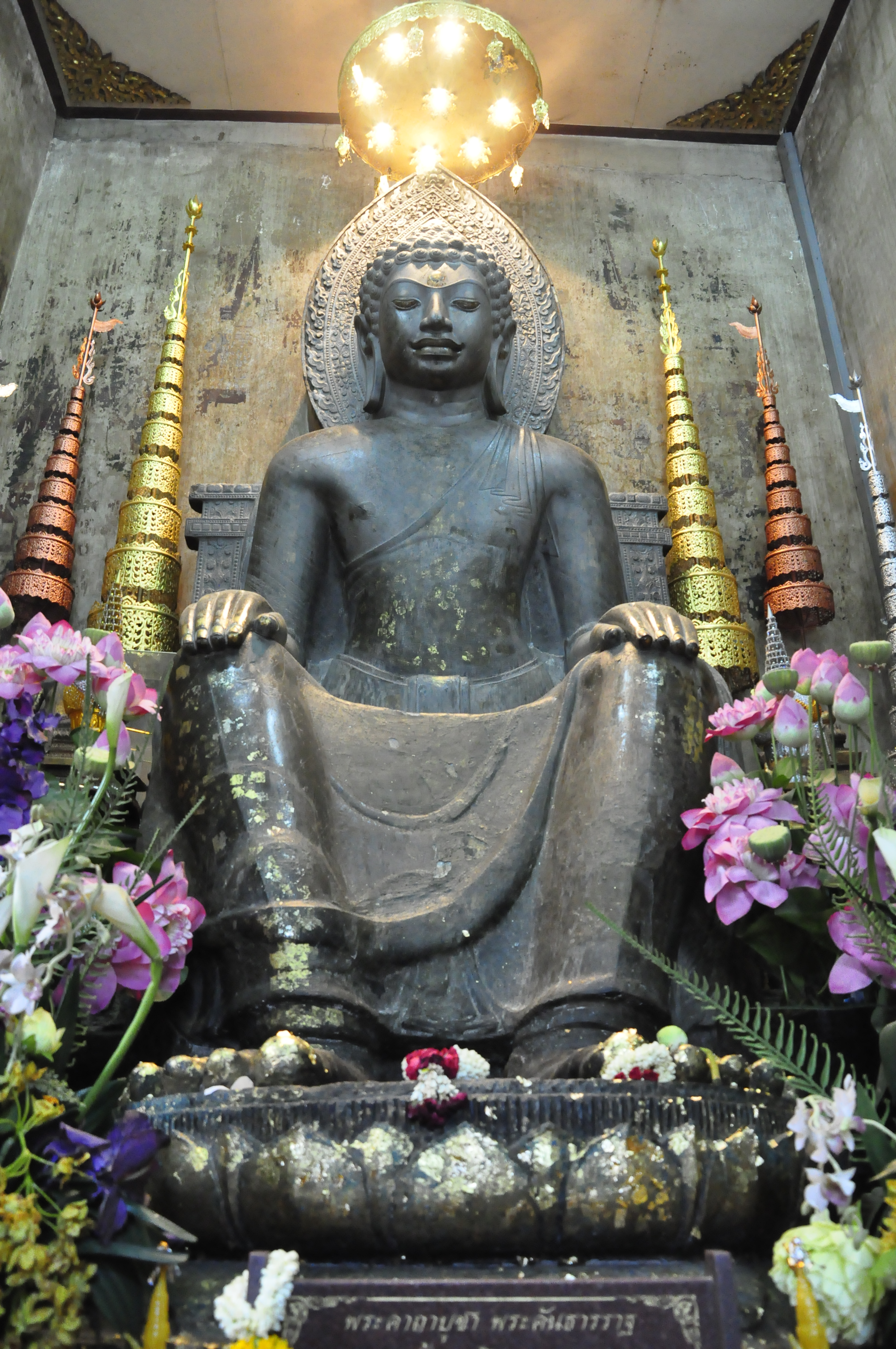
Buddha-Statue im Wat Na Phra Men

- Chao-Sam-Phraya-Nationalmuseum: Museum inmitten der Altstadt mit wertvollen Objekten, die in Wat Ratchaburana (s. u.) gefunden wurden, sowie geschnitzten Votivtafeln und Buddha-Statuen.
- Ayutthaya Historical Study Center: Das moderne Gebäude wurde von thailändischen und japanischen Architekten entworfen und dient der historischen Forschung zur Geschichte Ayutthayas. Zudem gibt es ein Museum und eine Bibliothek mit einschlägiger Literatur.
- Chandra-Kasem-Palast: aus dem 16. Jahrhundert, diente als Residenz von König Naresuan dem Großen
- Wang Luang (auch Alter Palast): ehemalige Palastanlage aus der Zeit von König Borommatrailokanat (1448–1488), heute ist noch der Trimuk-Pavillon zu besichtigen
- Wat Mahathat wurde bereits viele Jahre vor Gründung der Stadt errichtet. Es war das rituelle Zentrum der Stadt. Die heutigen Ruinen stammen aus der Restaurierung, die von König Prasat Thong in Auftrag gegeben wurde. Der 46 m hohe Prang war bis zu seinem Einsturz  im Jahr 1911 eines der eindrucksvollsten Gebäude der alten Hauptstadt.
- Wat Na Phra Men (geschrieben: Nah Pra Meru) liegt auf der anderen Flussseite gegenüber dem königlichen Palast. Im Viharn Noi gibt es eine eindrucksvolle sitzende Buddha-Statue im Dvaravati-Stil. Die Haupt-Buddha-Statue im Ubosot wird König Prasat Thong zugeschrieben (Mitte 17. Jahrhundert), sie ist eine sitzende Statue „in königlichem Ornat“ (siehe Buddha-Statue (Thailand)).
- Wat Phanan Choeng: Tempel mit einer der größten alten Buddha-Statuen des Landes
- Wat Phra Ram: aus dem 14./15. Jahrhundert mit einem eleganten Prang.
- Wat Phra Sri Sanphet ist der schönste Tempel (Wat) der Stadt. Er liegt direkt südlich des ehemaligen Palast-Geländes. Seine drei großen Chedis, die die Asche von König Ramathibodi II. und seines Vaters aus dem 15. Jahrhundert beherbergen, sind das Wahrzeichen von Ayutthaya. Der zugehörige Viharn und die Mondops sind von den Burmesen zerstört worden. Eine der beiden 10 m großen, stehenden Buddha-Statuen, der Phra Buddha Lokanart konnte von König Rama I. restauriert werden. Sie steht jetzt im östlichen Viharn des Wat Pho in Bangkok.
- Wat Phu Khao Thong: mit einem Chedi, den der birmanische König Bayinnaung nach der ersten Eroberung Ayutthayas 1569 errichten ließ
- Wat Ratchaburana: Tempelanlage erbaut zur Regierungszeit von König Chao Sam Phraya (Borommaracha II.) mit einem sehr harmonischen Prang, dessen Krypta begehbar ist (Stuckarbeiten, Wandmalereien in der Krypta). Die Goldfunde aus der Krypta, allen voran ein kniender Elefant, lassen sich im Chao Sam Phraya National-Museum bewundern.
- Wat Suwan Dararam: königlicher Tempel aus der späten Ayutthaya-Zeit
- Wat Yai Chai Mongkon: sehr alte Tempelanlage mit einem Chedi aus der Zeit König Naresuans (1590–1605)

## Verkehr
Ayutthaya hat einen Bahnhof an der von Bangkok kommenden Eisenbahnstrecke, die dem Verkehr der Nordbahn und der Nordostbahn der Thailändischen Staatsbahn mit den Endzielen Chiang Mai, Nong Khai und Ubon Ratchathani dient. Voraussichtlich 2027 wird Ayutthaya durch den ersten Hochgeschwindigkeitszug in Thailand erschlossen.

## Söhne und Töchter der Stadt
- Songtham (1590–1628), König von Ayutthaya in Thailand
- Prasat Thong (1599–1656), König von Ayutthaya in Thailand
- Taksin (1734–1782), König von Siam (reg. 1768–1782)
- Rama I. (1737–1809), König von Siam, Begründer der noch heute regierenden Chakri-Dynastie
- Pridi Phanomyong (1900–1983), Premierminister von Thailand
- Thawan Thamrongnawasawat (1901–1988), Premierminister von Thailand
- Thongchai Sukkoki (* 1973), thailändischer Fußballtrainer
- Theerachai Thampian (* 1987), thailändischer Fußballspieler
- Apiwich Phulek (* 1988), thailändischer Fußballspieler
- Suphakorn Ramkulabsuk (* 1989), thailändischer Fußballspieler